# Amplitud de dispersión
En mecánica cuántica, la amplitud de dispersión es la amplitud de la onda esférica dispersada relativa a la onda plana incidente en un proceso de dispersión en estado estacionario. Esto está descrito por la función de onda:
{\displaystyle \psi (\mathbf {r} )=e^{ikz}+f(\theta ){\frac {e^{ikr}}{r}}\;,}
donde {\displaystyle \mathbf {r} \equiv (x,y,z)} es el vector de posición, {\displaystyle r\equiv |\mathbf {r} |}, {\displaystyle e^{ikz}} es la onda plana incidente con número de onda {\displaystyle k} a lo largo del eje {\displaystyle z}, {\displaystyle e^{ikr}/r} es la onda esférica dispersada resultante, {\displaystyle \theta } es el ángulo de dispersión y {\displaystyle f(\theta )} es la amplitud de dispersión. La amplitud de dispersión tiene dimensiones de longitud.
La amplitud de dispersión es una amplitud de probabilidad. La sección eficaz diferencial como función del ángulo de dispersión está dada por su módulo al cuadrado.
{\displaystyle {\frac {d\sigma }{d\Omega }}=|f(\theta )|^{2}\;.}
En el régimen de baja energía, la amplitud de dispersión está determinada por la longitud de dispersión.

## Expansión en ondas parciales
En la expansión en ondas parciales, la amplitud de dispersión se representa como la suma sobre todas las ondas parciales:
{\displaystyle f(\theta )=\sum _{\ell =0}^{\infty }(2\ell +1)f_{\ell }(k)P_{\ell }(\cos \theta )\;,}
donde {\displaystyle f_{\ell }(k)} es amplitud parcial y {\displaystyle P_{\ell }(\cos \theta )} es un polinomio de Legendre.
La amplitud parcial puede expresarse a través del elemento de la matriz S {\displaystyle S_{\ell }=e^{2i\delta _{\ell }}} y el cambio de fase de dispersión como {\displaystyle \delta _{\ell }}:
{\displaystyle f_{\ell }={\frac {S_{\ell }-1}{2ik}}={\frac {e^{2i\delta _{\ell }}-1}{2ik}}={\frac {e^{i\delta _{\ell }}\sin \delta _{\ell }}{k}}={\frac {1}{k\cot \delta _{\ell }-ik}}\;.}
Por lo tanto, la sección eficaz diferencial está dada por
{\displaystyle \sigma (\theta )=|f(\theta )|^{2}={\frac {1}{k^{2}}}\left|\sum _{\ell =0}^{\infty }(2\ell +1)e^{i\delta _{\ell }}\sin(\delta _{\ell })P_{\ell }(\cos \theta )\right|^{2}\;,}
y la sección eficaz elástica total es
{\displaystyle \sigma =2\pi \int _{0}^{\pi }\sigma (\theta )\sin(\theta )\;d\theta ={\frac {4\pi }{k}}{\text{Im}}\left[f(0)\right]\;,}
donde {\displaystyle {\text{Im}}\left[f(0)\right]} es la parte imaginaria de {\displaystyle f(0)}.

## Dispersión de neutrones
El proceso de dispersión de neutrones  involucra la longitud de dispersión coherente para neutrones, a menudo denotada por b. Por ejemplo, una solución iónica, la amplitud de dispersión de los neutrones es proporcional a
{\displaystyle \sum _{\alpha }b_{\alpha }\sum _{i}(\alpha )e^{i\mathbf {k} \cdot \mathbf {r} _{i}(\alpha )},}
donde ri(α) representa la posición del núcleo i de tipo α.
En general, la dispersión de neutrones es utilizada para estudiar las propiedades de sistemas como coloides, polímeros, emulsiones, materiales biológicos, etc.

## Dispersión de rayos X
Para rayos X dispersados por una capa de un cristal, la amplitud de dispersión de una onda incidente Ei está dada por la expresión
{\displaystyle E(\mathbf {r} )=4\pi r_{e}CE_{i}\int G_{0}(\mathbf {r} -\mathbf {r} ')\rho (\mathbf {r} ')\,e^{i\mathbf {k} \cdot \mathbf {r} '}d^{3}\mathbf {r} ',}
donde re es el radio clásico del electrón, G0(r−r') es la función de Green del cristal y ρ(r) es la densidad de electrones.